# 雅各布·伯努利
雅各布·伯努利（德語：Jakob I. Bernoulli，1654年12月27日—1705年8月16日）伯努利家族代表人物之一，数学家。他是最早使用“积分”这个术语的人，也是较早使用极坐标系的数学家之一。他研究了悬链线，还确定了等时曲线的方程。概率论中的伯努利试验与大数定理也是他提出来的。

## 生平
雅各布·伯努利1654年12月27日生于瑞士巴塞尔，最初遵从父亲的意见学神学，当他读了笛卡儿、沃利斯的书后，顿受启发，兴趣转向数学。1676年到荷兰、英国等处，结识当地学者。从1687年起任巴塞尔大学教授，直到1705年8月16日于巴塞尔去世。
由于雅各布杰出的科学成就，1699年他当选为巴黎科学院外籍院士，1701年又被柏林科学协会接纳为会员。

## 贡献
雅各布和弟弟约翰·伯努利是莱布尼茨的朋友，他们迅速掌握了莱布尼茨的微积分并加以发扬光大。雅各布在《学艺》上发表一系列的论文，1694年他首次给出直角坐标和极坐标下的曲率半径公式，这也是系统地使用极坐标的开始。1690年他提出悬链线问题，后来又改变条件，解决了更复杂的悬链问题。1694年的论文讨论了双纽线的性质，伯努利双纽线因此得名。1695年他提出著名的伯努利方程。雅各布对对数螺线深有研究，他发现对数螺线经过各种变换后，结果还是对数螺线。在惊叹这曲线的奇妙之余，遗言要将这曲线刻在墓碑上，并附以颂词：“纵使变化，依然故我”。可惜雕刻师误将阿基米德螺线（等速螺线）刻了上去。
1713年雅各布的巨著《猜度术》的出版，是组合数学及概率论史的一件大事，书中给出的伯努利数有很多应用。还有伯努利定理，这是大数定律的最早形式。